# Szymon Drewniak
Szymon Drewniak (Poznań, 11 luglio 1993) è un calciatore polacco, centrocampista del Górnik Polkowice.

## Carriera
Cresciuto tra le file del club della sua città natale, il Lech Poznań, ha esordito in campionato il 25 marzo 2012 contro lo Śląsk Wrocław, giocando 90 minuti.
Il 9 gennaio 2014 viene ceduto in prestito fino al termine della stagione al Górnik Zabrze.

## Palmarès

### Club

#### Competizioni nazionali
- Campionato polacco: 1

Lech Poznań: 2014-2015
- Supercoppa di Polonia: 1

Lech Poznań: 2015